# Artur Petrowitsch Nischtschjonkin
Artur Petrowitsch Nischtschjonkin (russisch Артур Петрович Нищёнкин; * 15. Juli 1931 in Kulebaki, RSFSR; † 18. Juni 2001 in Moskau) war ein sowjetischer bzw. russischer Theater- und Film-Schauspieler.

## Leben und Leistungen
Artur Nischtschjonkin wurde in Kulebaki geboren, wo sein Vater bereits als Jugendlicher im örtlichen Stahlwerk gearbeitet hatte. Er meldete sich 1941 freiwillig zur Front und starb 1945. Seine Mutter war Leiterin der Werkskantine.
Nischtschjonkin besuchte seit 1939 die erweiterte Schule, musste jedoch 1941 zusammen mit seiner Mutter zunächst nach Dserschinsk und anschließend nach Zentralasien evakuiert werden. Infolgedessen konnte er erst 1950 an der 5. Realschule in Dserschinsk seinen Schulabschluss erlangen. Noch im selben Jahr trat Nischtschjonkin in die Schauspielfakultät des Staatlichen All-Unions-Instituts für Kinematographie ein und studierte dort unter Boris Wladimirowitsch Bibikow und dessen Ehefrau Olga Iwanowna Pyschowa. Zu den Kommilitoninnen gehörten Rufina Dmitrijewna Nifontowa, Tatjana Georgijewna Konjuchowa und Nadeschda Wassiljewna Rumjanzewa. Nach dem Abschluss im Jahr 1955 war er am Theaterstudio der Kinodarsteller aktiv.
Sein Filmdebüt gab der dunkelhaarige Mime 1957 als Matrose in Standort unbekannt. In der Folgezeit spielte er noch des Öfteren Marine- und Militärangehörige, z. B. in Die Ballade vom Soldaten (1959), Пакет (Paket, 1965) und der rumänisch-sowjetischen Koproduktion Der Tunnel (1966) von Francisc Munteanu. In Хождение по мукам (Choschdenije po mukam, 1974), einer Adaption von Alexei Tolstois Romantrilogie Der Leidensweg, hatte er eine kleine Rolle als Mitarbeiter des Volkskommissariats. 1959 begann in Ataman Kodr außerdem die langjährige Zusammenarbeit mit Boris Ryzarew. Für den v. a. im Genre des Märchenfilms tätigen Regisseur trat er bis zu dessen letztem Film Emelya und der Zauberfisch (1992) mehrfach vor die Kamera. Weitere wichtige Engagements nahm Nischtschjonkin in Тачанка с юга (Tatschanka s juga, 1977) und dem Zweiteiler Die letzten Wölfe (1984) wahr. Er spielte in über 90 Werken, darunter auch zwei Kurzfilmen. Die einzige Hauptrolle gab Nischtschjonkin dabei 1986 in dem Fernsehfilm Земля моего детства (Semlja mojego detstwa). Seinen Abschied beging er mit der Miniserie Транзит для дьявола (Transit dlja djawola, 1999).
In den 1970er Jahren war Nischtschjonkin außerdem in den russischsprachigen Fassungen von drei Filmen aus den Unionsrepubliken als Synchronsprecher zu hören.
Er war mit Mirra Sergejewna (1932–2016), einer Verwaltungsangestellten des Mosfilmstudios, verheiratet. Die gemeinsame Tochter Alla (* 1956) arbeitet fürs Fernsehen.
Artur Nischtschjonkin starb überraschend im Frühsommer 2001 und wurde auf dem Wagankowoer Friedhof beigesetzt.

## Filmografie (Auswahl)
- 1957: Standort unbekannt (Koordinaty neiswestny)
- 1959: Ataman Kodr
- 1959: Die Ballade vom Soldaten (Ballada o soldate)
- 1962: Die Bewährung (Kollegi)
- 1962: Das Haus in den sieben Winden (Na semi wetrach)
- 1963: Optimistische Tragödie (Optimistitscheskaja tragedija)
- 1966: Das Herz einer Mutter (Serdze materi)
- 1966: Der Tunnel (Tunelul)
- 1967: Parole unnötig (Parol ne nuschen)
- 1968: Der Tag wird kommen (Sofja Perowskaja)
- 1968: Begegnung mit der Zärtlichkeit (Tri topolja na Pljuschtschiche)
- 1970: Das alte Haus (Stary dom)
- 1972: Der Mann, der den Tod überlebte (Tschelowek s drugoi storony)
- 1975: Roboter im Sternbild Kassiopeia (Otroki wo Wselennoi)
- 1975: Iwan und Marja (Iwan da Marja)
- 1976: Die traurige Nixe (Rusalotschka)
- 1976: Die schöne Wassilissa (Alternativtitel: Die Hexe Akulina) (Wesjoloje wolschebstwo)
- 1979: Das Geschenk des schwarzen Zauberers (Podarok tschornogo kolduna)
- 1979: Der Gaukler und das Mädchen (Wosmi menja s soboi)
- 1980: Grenzhund Ali (Pogranitschny pjos Aly)
- 1980: Der Detektiv (Syschtschik)
- 1980: Die Armee – mein Leben (Schisn moja - armija)
- 1982: Befehl: Feuer nicht eröffnen (Prikas: Ogon ne otkrywat)
- 1983: Wenn sich der Feind nicht ergibt (Jesli wrag ne sdajotsja...)
- 1983: Der Tag des Divisionskommandeurs (Den komandira diwizii)
- 1984: Die letzten Wölfe (Pristupit k likwidazii)
- 1987: Auf der goldenen Treppe saßen… (Na slatom krylze sideli…)
- 1989: Urlaub wartet Urlaub (Prasdnik oschidanija prasdnika)
- 1992: Emelya und der Zauberfisch (Emelja-durak)